# Henri Rapin
Henri Rapin (n. 24 februarie 1873, Paris, Franța – d. 30 iunie 1939, Paris, Franța) a fost un pictor, ilustrator și designer francez cunoscut pentru contribuțiile sale de inspirație Art Deco în diverse medii, inclusiv porțelan, marochinărie, iluminat și mobilier de interior.

## Viața timpurie și cariera
Născut la Paris în 1873, Rapin a studiat cu artiștii neoclasici Jean-Léon Gérôme și Joseph Blanc⁠(d) la École des Beaux-Arts.
În 1925, Rapin a fost responsabil pentru planificarea și proiectarea unui număr de pavilioane la Expoziția Internațională de Arte Moderne Industriale și Decorative, un eveniment de referință din Paris care a evidențiat ascensiunea clasicismului aerodinamic și a stilurilor geometrice, identificate ulterior prin termenul „Art Deco”.
Munca lui Rapin la expoziție și relația de cooperare cu artiști precum René Lalique, Max Ingrand și Raymond Subes, de asemenea, a condus direct la obținerea unei comenzi pentru a realiza designul interior al unei noi reședințe private din Tokyo pentru Prințul Yasuhiko Asaka. Finalizată în 1933, reședința este acum deschisă publicului și este cunoscută sub numele de Muzeul de Artă Metropolitan Teien din Tokyo.

## Director de creație la Moynat
Din 1905 până în 1930, Rapin a fost director artistic la Moynat⁠(d), cel mai vechi producător francez de cufere. La Expoziția Internațională de Arte Moderne Industriale și Decorative din 1925, designul lui Rapin pentru un cufăr din piele roșie din Maroc a fost distins „Diplôme d'Honneur” și a contribuit la reputația firmei Moynat ca principal producător de bagaje de lux al epocii.

## Lucrări ceramice

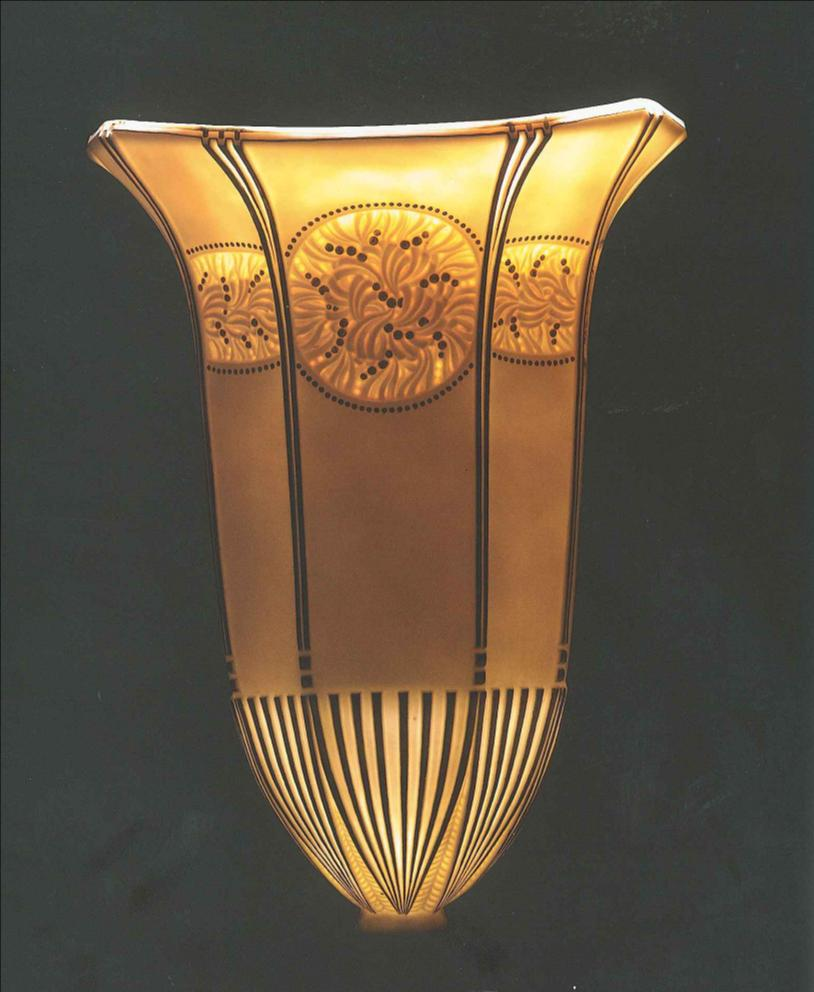
Corp de iluminat aplicat produs pentru Sèvres

Din 1920 până în 1934, Rapin a contribuit, de asemenea, în calitate de consilier estetic la producătorul de porțelan Sèvres. Modelele ceramice pentru corpuri de iluminat s-au dovedit a fi un succes comercial, permițând în 1927 companiei Sèvres să-și reducă dependența financiară de statul francez.